# Mavka
Mavka (în ucraineană Мавка) sau Neavka (în ucraineană Нявка) este un spirit feminin din folclorul și mitologia ucraineană. Mavka este o tânără fată cu părul lung, un Suflet al Pădurii, descrisă de obicei ca o ființă ispititoare ce ademenește oamenii la moarte.

## Terminologie
Există diverse variante de nume și ortografie, inclusiv în ucraineană Мавка, mavka, навка, navka, нявка, nyavka. Însă, în funcție de povestire, există unele diferențe între Mavka și Neavka. Toți acești termeni derivă dintr-un cuvânt protoslav și sunt înrudiți cu varianta bulgară нави, navi (la plural).

## Folclor
Spiritele cunoscute prin această denumire reprezentau sufletele fetelor care au murit prematur, în mod tragic sau de moarte nefirească, în special bebelușii nebotezați. Mavka apar adesea sub forma unor fete frumoase care îi ademenesc pe tineri în pădure, unde îi „gâdilă” până la moarte. Mavka nu se reflectă în apă și nici nu au umbră. În unele narațiuni, se spune că ele îi ajută pe fermieri, au grijă de vite și alungă animalele sălbatice.
Un subtip de Mavka sunt Neavka, spirite care au același comportament, cu excepția faptului că spatele lor nu este acoperit de piele, ceea ce înseamnă că sunt expuse coloana vertebrală și alte oase. Această caracteristică este și singurul mod de a deosebi Mavka de Nyavka.

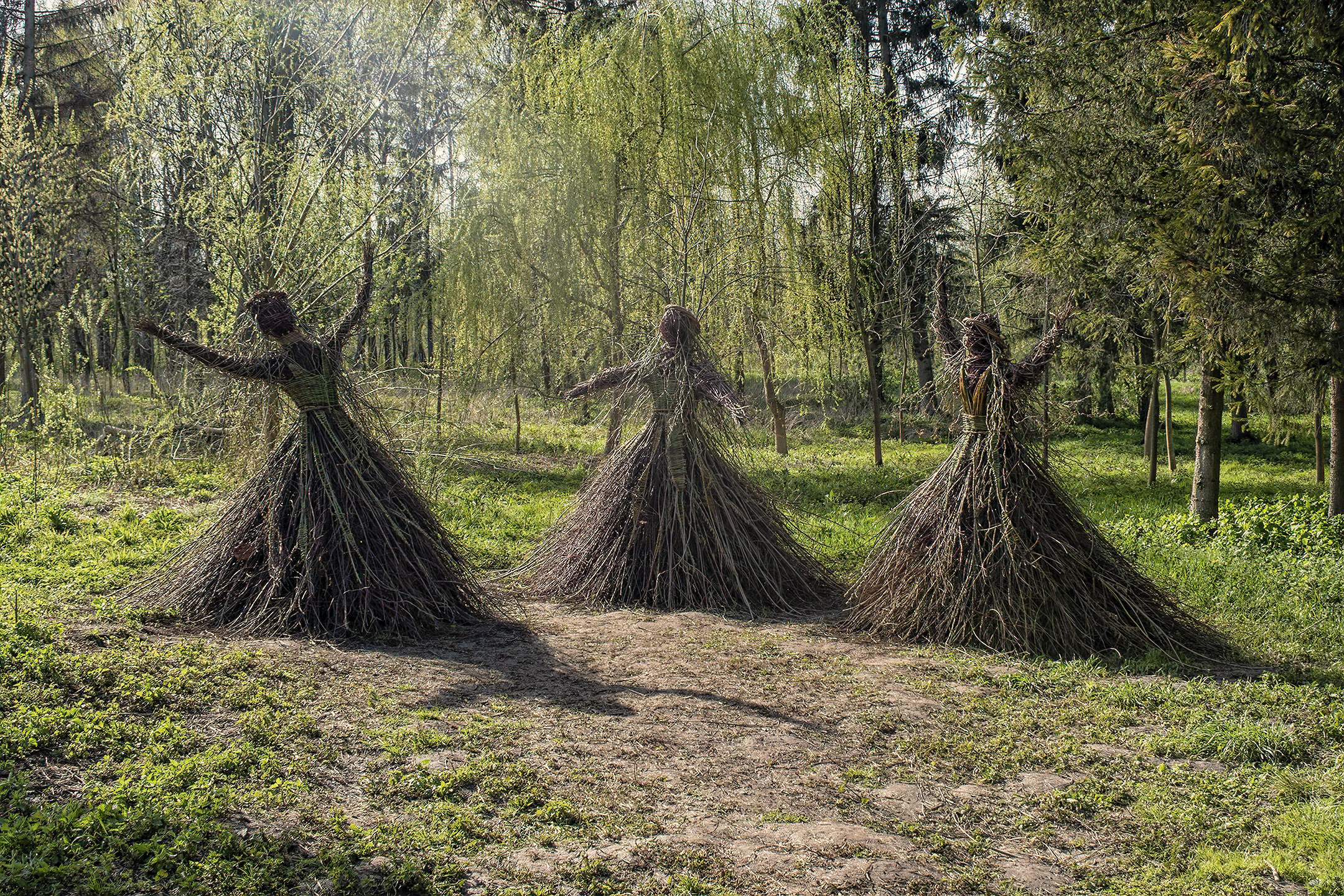
Eco-sculpturi realizate de un grup de artiști de la Volyn Professional College of Culture and Arts

Potrivit folclorului ucrainean, Mavka și Neavka trăiau în grupuri în păduri, peșteri și alte ascunzișuri pe care le împodobeau cu preșuri colorate. Hainele lor fine și diafane erau cusute cu fire de in pe care spiritele le furaseră, iar în pletele lor erau împletite flori. Primăvara plantau flori pe munți, flori care îi atrăgeau pe tinerii care porneau spre munte, iar, odată ajunși aici, spiritele îi gâdilau până la moarte. De Rusalii (sărbătoare cunoscută și sub numele de Paștele Navka) ele dansau, se întrețineau cu diverse jocuri și orgii, acompaniate de un demon care le cânta la flaut sau la fluier.
În credința populară, pentru a salva sufletul unui bebeluș nebotezat, trebuia să arunci o batistă în timpul Rusaliilor, să-i rostești numele și să spui „Eu te botez”. Sufletul astfel salvat ar fi mers în Rai. Dacă însă treceau șapte ani și sufletul nu ajungea în Rai, atunci s-ar fi transformat într-un spirit mavka și ar fi bântuit pământul.

## Influențe

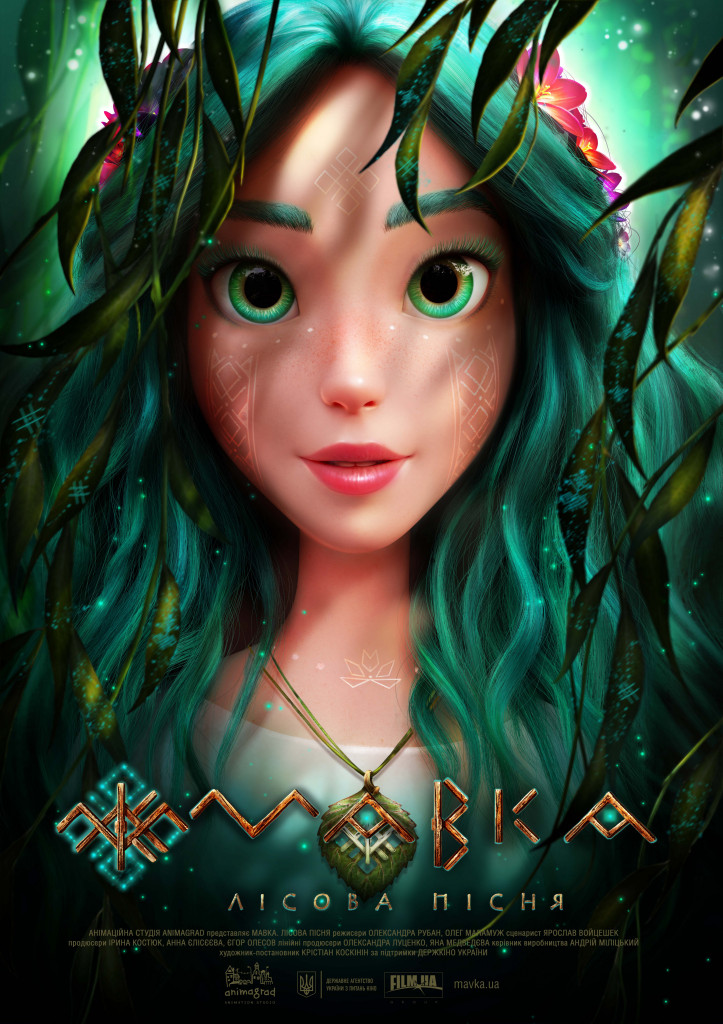
Afișul filmului Mavka. Zâna pădurii (2023)

- Spiritele Mavka sunt descrise în literatură, cea mai cunoscută poveste fiind „Cântecul pădurii” a Lesei Ukrainka. Nyavka sunt descrise în nuvela „Umbrele strămoșilor uitați” a lui Mîhailo Koțiubînskîi.[8]
- Formația ucraineană Mavka interpretează muzică populară combinată cu muzică electronică și ambientală.[9]
- În 2022 cântăreața ucraineană Eria a lansat melodia „Mavka”.
- Filmul de animație Mavka. Zâna pădurii, lansat în 2023, este inspirat din mitologia ucraineană.[10][11]